# Fotolog
Fotolog (o fotoblog) és una variant de weblog, que consisteix bàsicament en una galeria d'imatges fotogràfiques publicades regularment per un o més autors. Generalment, amb la foto, el propietari del fotolog hi posa comentaris referits i tot sovint es desen les dades tècniques, com ara el tipus o marca de càmera. També és important la data, ja que en la majoria dels fotologs el nombre de fotos diàries estan limitades. Normalment els fotologs accepten comentaris com si fos un llibre de visites.
Els fotologs es poden dividir en dues categories: els destinats als amants de la fotografia i els utilitzats per a formar comunitats.
Entre els primers gairebé sempre es tracta d'un lloc on el seu propietari és una sola persona, és a dir, no és possible crear d'altres fotologs al mateix lloc. En el segon cas es tracta de llocs amb milers de fotologs, els quals els usuaris poden posar enllaços als seus fotologs preferits, afavorint així que les persones coneguin als amics dels seus amics, tal com més o menys ja fa Orkut. Aquest tipus de fotolog és una moda entre els adolescents. L'única estadística d'edats disponible és la de PhotoBlog.net, lloc que no fomenta l'ús de les comunitats. No obstant això, el 58% dels membres tenen menys de 18 anys. D'aquesta manera, és possible que en altres llocs, dedicats específicament a un públic juvenil, la xifra sigui encara més gran.
Finalment, hi ha una situació intermèdia: dos dels proveïdors de fotologs més coneguts, Fotolog.com i Photoblog.be, estan dirigits a un públic internacional anglosaxó amb ganes de publicar les seves fotos.